# Micheal Williams
Micheal Douglas Williams (nacido el 23 de julio de 1966 en Dallas, Texas) es un exjugador de baloncesto estadounidense que disputó 10 temporadas en la NBA. Con 1,88 metros de altura, jugaba en la posición de base.

## Trayectoria deportiva

### Profesional
Después de la Universidad de Baylor, fue seleccionado en la posición 48 del draft de la NBA de 1988 por los Detroit Pistons con quien jugó 49 partidos en su temporada rookie, promediando 2.4 puntos y 1.4 asistencias por partido. Los Pistons ganaron ese año el campeonato NBA.
Fue traspasado a los Phoenix Suns en el siguiente año, junto con el número 27 del draft de 1989, Kenny Battle, a cambio de Anthony Cook, que fue drafteado en la posición 24.
La siguiente temporada la pasaría dividida entre los Phoenix Suns y los Charlotte Hornets promediando 5.6 puntos y 2.9 asistencias por partido antes de ser adquirido por Indiana Pacers en 1990. Él prosperó durante sus dos temporadas en Indiana, promediando 13.2 puntos, 6.5 asistencias y con un porcentaje de 87.5% desde la línea de tiro libre. Antes de la temporada 1992-93 fue traspasado junto con Chuck Person a los Minnesota Timberwolves a cambio de Sam Mitchell y Pooh Richardson. Él continuó con su juego sólido en Minnesota durante las dos siguientes temporadas, sin embargo, debido a varias lesiones, en sus últimos cuatro años con los Wolves, participaría sólo en 35 partidos (incluyendo la temporada 1996-97 que se la perdió entera). El 21 de junio de 1999 Minnesota lo traspasó junto con Zeljko Rebraca, a los Toronto Raptors en un trato entre tres equipos. Para entonces, la carrera de Williams estaba declinándose, y él sólo jugaría dos partidos para los Raptors, el año antes de retirarse.
Al final de la temporada regular de 1992-93, Williams estaba cuarto en el ranking de porcentaje en tiros libres con un 90.7 por ciento, con un total de 84 intentos consecutivos. En el proceso, rompió el récord de Calvin Murphy que estaba en 78 tiros libres consecutivos establecidos en 1981. Williams continuó con la racha en la siguiente temporada (1993-94), consiguiente 13 tiros más. Hasta 2007, él aún mantiene el récord te tiros libres consecutivos conseguidos durante la temporada regular con 97 (abarcando 19 partidos de liga regular desde el 24 de marzo hasta el 9 de noviembre de 1993).
En el 2009 el español José Manuel Calderón es el que ha estado más cerca de igualar su récord anotando 87 puntos consecutivos.

## Estadísticas de su carrera en la NBA
|  | Denota temporadas en las que fue Campeón de la NBA |

### Temporada regular
| Año     | Equipo    | PJ  | PT  | MPP  | %TC  | %3P  | %TL  | RPP | APP | ROB | TPP | PPP  |
| ------- | --------- | --- | --- | ---- | ---- | ---- | ---- | --- | --- | --- | --- | ---- |
| 1988-89 | Detroit   | 49  | 0   | 7.3  | .364 | .222 | .660 | .6  | 1.4 | .3  | .1  | 2.6  |
| 1989-90 | Phoenix   | 6   | 0   | 4.3  | .200 | —    | .500 | .2  | .7  | .0  | .0  | .8   |
| 1989-90 | Charlotte | 22  | 1   | 13.8 | .532 | .000 | .795 | 1.4 | 3.5 | 1.0 | .0  | 6.9  |
| 1990-91 | Indiana   | 73  | 37  | 23.4 | .499 | .143 | .879 | 2.4 | 4.8 | 2.1 | .2  | 11.1 |
| 1991-92 | Indiana   | 79  | 76  | 34.8 | .490 | .242 | .871 | 3.6 | 8.2 | 2.9 | .3  | 15.0 |
| 1992-93 | Minnesota | 76  | 76  | 35.0 | .446 | .243 | .907 | 3.6 | 8.7 | 2.2 | .3  | 15.1 |
| 1993-94 | Minnesota | 71  | 66  | 31.1 | .457 | .222 | .839 | 3.1 | 7.2 | 1.7 | .3  | 13.7 |
| 1994-95 | Minnesota | 1   | 1   | 28.0 | .250 | —    | .800 | 1.0 | 3.0 | 2.0 | .0  | 6.0  |
| 1995-96 | Minnesota | 9   | 7   | 21.0 | .325 | .333 | .848 | 2.6 | 3.4 | .6  | .3  | 6.1  |
| 1997-98 | Minnesota | 25  | 0   | 6.4  | .333 | .000 | .970 | .6  | 1.3 | .4  | .1  | 2.6  |
| 1998-99 | Toronto   | 2   | 0   | 7.5  | .200 | —    | —    | .5  | .0  | .0  | .0  | 1.0  |
| Total   | Total     | 413 | 264 | 25.2 | .464 | .227 | .868 | 2.5 | 5.8 | 1.7 | .2  | 11.0 |

### Playoffs
| Año   | Equipo    | PJ | PT | MPP  | %TC  | %3P  | %TL   | RPP | APP | ROB | TPP | PPP  |
| ----- | --------- | -- | -- | ---- | ---- | ---- | ----- | --- | --- | --- | --- | ---- |
| 1989  | Detroit   | 4  | 0  | 1.5  | —    | —    | 1.000 | .5  | .5  | .3  | .0  | .5   |
| 1991  | Indiana   | 5  | 5  | 36.6 | .462 | .000 | .896  | 3.2 | 8.4 | 2.8 | .0  | 20.6 |
| 1992  | Indiana   | 3  | 3  | 35.3 | .419 | .333 | .733  | 2.7 | 8.0 | 3.0 | .0  | 16.7 |
| 1998  | Minnesota | 4  | 0  | 14.3 | .400 | .500 | .778  | 2.3 | 2.8 | .8  | .3  | 5.0  |
| Total | Total     | 16 | 8  | 22.0 | .439 | .333 | .851  | 2.2 | 4.9 | 1.7 | .1  | 10.9 |